# Alain Pagès
Pour les articles homonymes, voir Pagès.
Alain Pagès, né le 4 octobre 1950, est un historien de la littérature, spécialiste de l’œuvre d’Émile Zola. Il est professeur émérite à l’université de la Sorbonne nouvelle – Paris 3.

## Biographie
Agrégé de lettres classiques (1974), Alain Pagès a soutenu, en 1987, une thèse de doctorat d’État consacrée à la réception de l’œuvre d’Émile Zola (Université de Paris III – Sorbonne nouvelle). 
Il est l’auteur de plusieurs ouvrages qui portent sur l’histoire du naturalisme ou sur l’histoire de l’affaire Dreyfus. Depuis 1988, il dirige Les Cahiers naturalistes, revue annuelle publiée par la Société littéraire des Amis d’Émile Zola, dont les articles sont consacrés à l’étude de l’œuvre d’Émile Zola, à l’histoire du mouvement naturaliste ou à celle de l’affaire Dreyfus. Avec le concours de Brigitte Émile-Zola, il a recueilli la correspondance intime d’Émile Zola en éditant, chez Gallimard, les Lettres à Jeanne Rozerot, en 2004, et les Lettres à Alexandrine, en 2014 (prix Sévigné en 2015).
Par ailleurs, il a publié de nombreux manuels scolaires parus aux éditions Nathan, entre 1982 et 2005 (dont Le Français au lycée, en 1982, avec Joëlle Pagès-Pindon). Il a dirigé, chez le même éditeur, plusieurs collections pédagogiques : « Les Grands Classiques » (1990-1997), « Les Intégrales de Lettres » (1996-1998), « Lettres » et « Lectures-Écritures » (1995-2001, en collaboration avec Dominique Rincé), ou encore « À mots ouverts » (2000-2003). 
Il a exercé les fonctions de président du jury du CAPES interne de lettres modernes (1994-1997) et du CAPES externe de lettres modernes (2004-2006).

## Publications

### Ouvrages
- Le Naturalisme, Paris, PUF, coll. « Que sais-je », 2001, 3e éd. (1re éd. 1989), 127 p. (ISBN 2130521878).
- La Bataille littéraire : Essai sur la réception du naturalisme à l'époque de “Germinal”, Paris, Librairie Séguier, 1989 (1re éd. 1970), 276 p. (ISBN 978-2-87736-072-2)
- Émile Zola, un intellectuel dans l'affaire Dreyfus, Paris, Librairie Séguier, 1991, 398 p.
- Émile Zola. Bilan critique, Paris, Nathan Université, coll. « 128 », 1993, 128 p.
- Owen Morgan et Alain Pagès, Guide Émile Zola, Paris, Ellipses, coll. « édition de poche », 2016, 2e éd. (1re éd. 2002), 550 p.
- 13 janvier 1898. J’Accuse ! : Une journée dans l’affaire Dreyfus., Paris, Perrin, 2011 (1re éd. 1998), 336 p.
- Émile Zola. De “J’accuse” au Panthéon, Saint-Paul, Éditions Lucien Souny, 2008, 415 p. (ISBN 2848861835)
- Zola et le groupe de Médan. Histoire d’un cercle littéraire, Paris, Perrin, 2014, 480 p. (ISBN 2262033714, présentation en ligne)
- Le Paris d’Émile Zola, Paris, Éditions Alexandrines, coll. « Le Paris des écrivains », 2016, 128 p. (ISBN 2370890290)
- L’affaire Dreyfus, Paris, Perrin, coll. « Vérités et légendes », 2019, 288 p. (ISBN 9782262074944, présentation en ligne)
- L’affaire Dreyfus. Une histoire médiatique, Paris, Crif, coll. « Les études du Crif, n°61 », 2020, 52 p.
- O Caso Dreyfus. Verdades e Lendas  (trad. Pedro Paola Catharina), Editora Unicamp, 2021, 232 p.

### Ouvrages collectifs
- Clive Thomson et Alain Pagès, Dire la Parodie : Colloque de Cerisy, New-York / Berne, P. Lang, coll. « American University Studies », 1989, 397 p.
- Vincent Jouve et Alain Pagès, Les lieux du réalisme. Pour Philippe Hamon, Paris, Presses Sorbonne Nouvelle / Éditions L’Improviste, 2005, 482 p.
- Zola au Panthéon : L’épilogue de l’affaire Dreyfus, Paris, Presses Sorbonne nouvelle, 2010, 268 p.
- Antonia Fonyi, Pierre Glaudes et Alain Pagès, Relire Maupassant. La Maison Tellier, Contes du jour et de la nuit, Paris, Classiques Garnier, 2011, 348 p.
- Françoise Leriche et Alain Pagès, Genèse & Correspondances : textes réunis et présentés par Françoise Leriche et Alain Pagès, Paris, Éditions des Archives contemporaines / ITEM, 2012, 233 p. (ISBN 978-2-8130-0067-5, lire en ligne)
- Pierre Glaudes et Alain Pagès, Relire “La Fortune des Rougon”, Paris, Classiques Garnier, 2015, 338 p. (ISBN 978-2-8124-6036-4, présentation en ligne)
- Olivier Lumbroso, Alain Pagès, Dominique Rincè, Henri Mitterand. Au bonheur des œuvres. Analyses et témoignages, Paris, Nathan, 2023, 360 p.  (ISBN 978-2-0950-2376-8)

### Éditions
- Émile Zola, L'Affaire Dreyfus. Lettres et entretiens inédits, Paris/Montréal, CNRS Éditions/Les Presses de l'Université de Montréal, 1994, 240 p.
  - (en) Émile Zola, The Dreyfus Affair. J'accuse and Other Writings, edited by Alain Pagès, translated by Eleanor Levieux, Londres / New Haven, Yale University Press, 1996, 208 p. 2e édition, brochée : The Dreyfus Affair. J'accuse and Other Writings, Yale University Press, 1998, 304 p.
  - (de) Émile Zola, Die Dreyfus Affäre. Briefe, Artikel, Interviews (Alain Pagès / Karl Zieger), Innsbruck, Haymon Verlag, 1998, 320 p.
- Brigitte Émile-Zola et Alain Pagès, Lettres à Jeanne Rozerot (1892-1902), Paris, Gallimard, 2004, 400 p.
- Émile Zola, Combat pour Dreyfus, Paris, Éditions Dilecta, 2006, 288 p.
- Émile Zola, Correspondance, présentation et annotation des textes, Paris, Flammarion, coll. « GF », 2012, 383 p.
- Brigitte Émile-Zola, Céline Grenaud-Tostain, Sophie Guermès, Jean-Sébastien Macke, Jean-Michel Pottier et Alain Pagès, Lettres à Alexandrine (1876-1901), Paris, Gallimard, 2014, 832 p. — prix Sévigné 2015.
- Émile Zola, Guy de Maupassant, J.-K. Huysmans, Henry Céard, Léon Hennique, Paul Alexis, Les Soirées de Médan, Flammarion, coll. « GF », 2015, 364 p. [en collaboration avec Jean-Michel Pottier].

### Article
- Alain Pagès, « Pour une génétique des cycles romanesques », Genesis, Paris, Sorbonne Université Presses, no 42 « L'écriture du cycle »,‎ 2016, p. 7-16 (lire en ligne)